# شهرستان اتلا (میسیسیپی)
شهرستان اَتِلا در مرکز ایالت میسیسیپی، واقع در ایالات متحده آمریکا می‌باشد. جمعیت این شهرستان ۱۹٬۵۶۴ نفر (سال ۲۰۱۰) و وسعت آن ۱٬۹۰۹ کیلومتر مربع است. مرکز این شهرستان شهر کازیاسکو می‌باشد.